# Heishibei Hu
Heishibei Hu (kinesiska: 黑石北湖) är en sjö i Kina. Den ligger i den autonoma regionen Tibet, i den sydvästra delen av landet, omkring 1 000 kilometer nordväst om regionhuvudstaden Lhasa. Heishibei Hu ligger 5 049 meter över havet. Arean är 91 kvadratkilometer. Den sträcker sig 11,0 kilometer i nord-sydlig riktning, och 20,4 kilometer i öst-västlig riktning.
Genomsnittlig årsnederbörd är 122 millimeter. Den regnigaste månaden är juni, med i genomsnitt 28 mm nederbörd, och den torraste är november, med 1 mm nederbörd.